# Final da Copa do Mundo FIFA de 2002
A final da Copa do Mundo da FIFA de 2002 foi a partida final da Copa do Mundo FIFA de 2002, a 17ª edição da competição quadrienal de futebol organizada pela FIFA para as seleções masculinas de suas associações. Ela foi realizada no Estádio Internacional em Yokohama, Japão, em 30 de junho de 2002, e foi disputada por Alemanha e Brasil. O torneio incluiu os anfitriões Japão e Coreia do Sul, a campeã França e outras 29 equipes que saíram das eliminatórias organizadas pelas seis confederações da FIFA. As 32 equipes competiram em uma fase de grupos, da qual dezesseis se classificaram para a fase eliminatória. A caminho da final, a Alemanha terminou em primeiro no Grupo E, com duas vitórias e um empate; derrotou o Paraguai nas oitavas de final, os Estados Unidos nas quartas de final e a Coreia do Sul nas semifinais. O Brasil terminou na liderança do Grupo C com três vitórias, antes de derrotar a Bélgica nas oitavas de final, a Inglaterra nas quartas de final e a Turquia na semifinal. A final aconteceu diante de 69 029 torcedores, com cerca de 1,1 bilhão de espectadores assistindo pela televisão, e foi arbitrada por Pierluigi Collina, da Itália.
O Brasil venceu a Alemanha por 2–0. Após um primeiro tempo sem gols, o Brasil abriu o placar com Ronaldo aos 67 minutos, marcando após o que o goleiro alemão Oliver Kahn chamou de seu "único erro na Copa". Os brasileiros ampliaram doze minutos depois, quando Kléberson correu em direção à área alemã antes de passar para Rivaldo. Ele deixou a bola passar por entre suas pernas e ela chegou a Ronaldo, que dominou e chutou a bola no canto inferior da rede de Kahn.
A vitória do Brasil foi seu quinto título da Copa do Mundo, que continua sendo um recorde até hoje. Ronaldo foi eleito o homem da partida, enquanto Kahn recebeu a Bola de Ouro como o jogador de destaque do torneio pela FIFA. O técnico do Brasil, Luiz Felipe Scolari, expressou "a alegria de saber que fizemos nosso trabalho", ao mesmo tempo em que observou que foi "cheio de muito trabalho duro". Rudi Völler, técnico da Alemanha, disse: "Quando você perde um jogo, a decepção é grande, é claro. Mas não é nenhuma vergonha perder contra um time como o Brasil." Na Copa do Mundo seguinte, na Alemanha, em 2006, o Brasil foi eliminado nas quartas de final pela França, enquanto a Alemanha chegou à fase semifinal em casa e acabou terminando em terceiro.

## Antecedentes

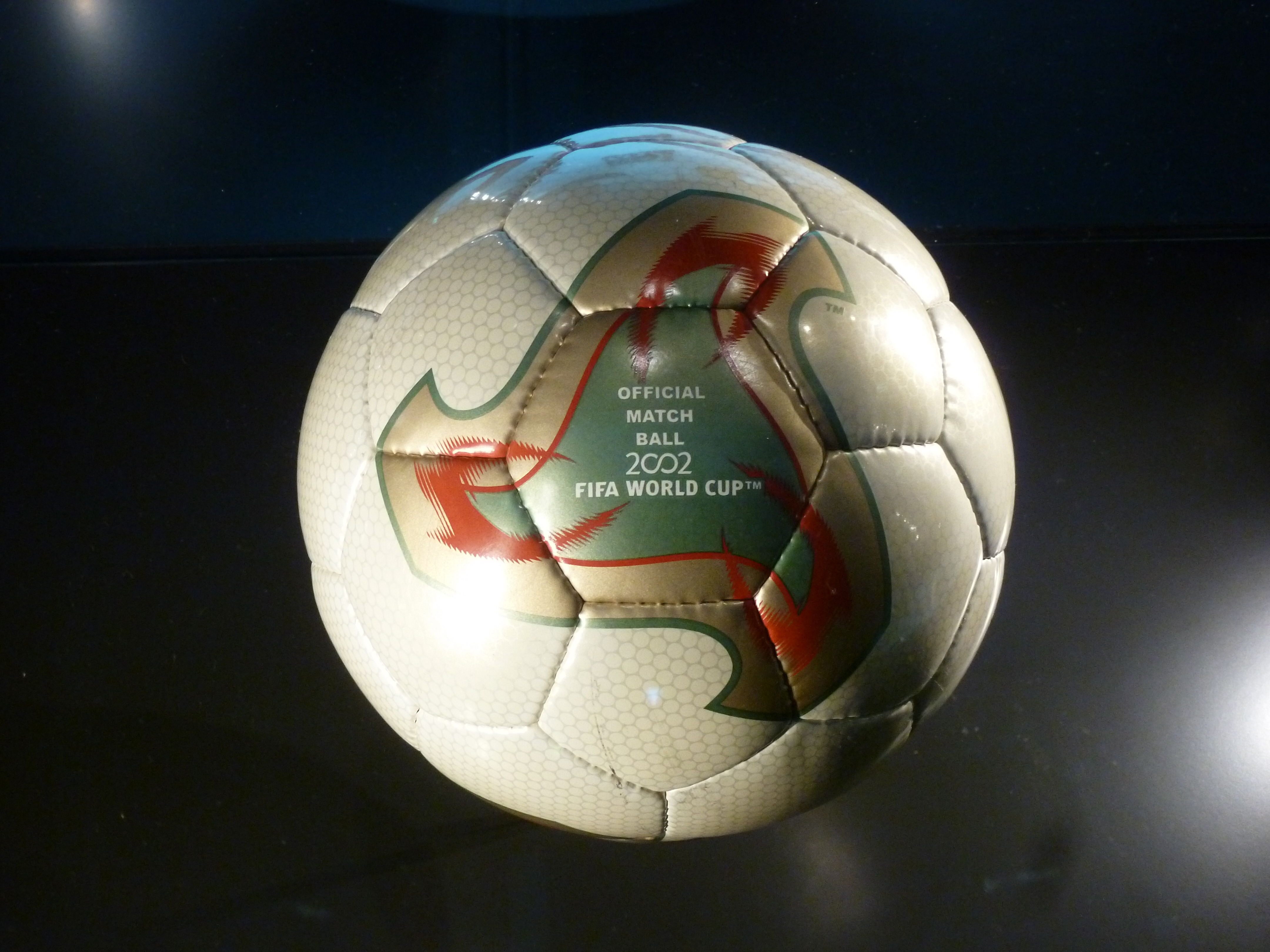
Adidas Fevernova, a bola utilizada na Copa do Mundo de 2002.

A Copa do Mundo FIFA de 2002 foi a 17ª edição da Copa do Mundo FIFA, principal competição de futebol masculino de seleções, e foi sediada no Japão e na Coreia do Sul entre 31 de maio e 30 de junho de 2002. Ambas as seleções do Japão e da Coreia do Sul se classificaram automaticamente para o torneio como sedes, assim como a França, por ter sido campeã da última edição, em 1998. Esta, inclusive, foi a última ocasião em que uma seleção campeã de uma Copa do Mundo FIFA se classificou automaticamente para a próxima edição. As 29 vagas restantes foram decididas em eliminatórias que ocorreram entre março de 2000 e novembro de 2001, organizadas pelas seis confederações da FIFA e que envolveram 193 times. No torneio, as seleções foram divididas em oito grupos de quatro, com cada equipe jogando contra si uma vez, no formato de pontos corridos; as duas melhores de cada grupo avançaram para a fase de mata-mata. A França, então atual campeã, foi eliminada na fase de grupos, perdendo jogos contra Senegal e Dinamarca, e terminou na última posição do Grupo A.
A decisão foi realizada no Estádio Internacional de Yokohama, onde três outros jogos do torneio foram realizados. O estádio era o maior da Copa, assim como o maior do Japão, com capacidade para setenta mil pessoas. O público pagante somado de todos os jogos da Copa no estádio foi de 260 mil.
A bola utilizada para o jogo foi a Adidas Fevernova, feita especificamente para a competição. Seu desenho era diferente do tipo normal "Tango" de formas de três pontas conectando cada hexágono; ao invés disso, introduziu uma forma diferente, semelhante a um triângulo, em quatro hexágonos. Esse visual e uso de cores foram baseados na cultura asiática. Ela foi fabricada usando uma camada de espuma sintática e a Adidas disse que deveria dar à bola uma "trajetória de voo mais precisa e previsível". A empresa alemã afirmou que a bola era menor e mais pesada do que a circunferência e o peso médios permitidos, mas vários jogadores criticaram a esfera: o goleiro italiano Gianluigi Buffon a chamou de "uma bola quicadora infantil ridícula", enquanto o atacante brasileiro Edílson disse que ela era "muito grande e muito leve".
Na Copa do Mundo anterior, em 1998, a Alemanha chegou até às quartas de final, onde foi eliminada pela Croácia. O time sofreu com várias contusões antes do início da Copa de 2002, incluindo o meio-campista Sebastian Deisler, que foi cortado dois dias antes da equipe partir para o torneio devido a uma lesão sofrida no joelho em um amistoso contra a Áustria. O também meio-campista Mehmet Scholl e os defensores Christian Wörns e Jens Nowotny também foram cortados da Copa devido contusões. O Brasil, por sua vez, chegou à final da Copa de 1998, onde perdeu por 0–3 para a França. Entre essa derrota e 2002, o Brasil passou por uma série de mudanças no seu comando técnico. O primeiro foi Vanderlei Luxemburgo, que teve seu contrato rescindido após a equipe perder a Final da Copa das Confederações FIFA de 1999 contra o México e ser eliminado nas quartas de final do Torneio Olímpico de Futebol de 2000. Ele foi sucedido por Émerson Leão, que foi demitido em 2001, após vencer apenas quatro de onze jogos no comando da Seleção Brasileira e correndo o risco de não a classificar para uma Copa do Mundo pela primeira vez em sua história. A vaga foi então preenchida por Luiz Felipe Scolari, que favoreceu um estilo de futebol diferente de seus antecessores, que ele chamou de "futebol brucutu". Descrevendo o estilo, Scott French, repórter da Soccer America, disse que "o objetivo [do estilo] é atrapalhar, destruir, sujar e desperdiçar tempo". Os dois times já haviam se enfrentado anteriormente em vários amistosos, assim como no Mundialito de futebol de 1980, a US Cup de 1993 e a Copa das Confederações FIFA de 1999; este último era o confronto mais recente, que resultou em uma vitória brasileira por 4–0. Entretanto, a final de 2002 foi a primeira partida envolvendo as duas equipes em uma Copa do Mundo FIFA.

## Caminhos até à final

### Alemanha
|    | Adversário     | Resultado |
| -- | -------------- | --------- |
| 1  | Arábia Saudita | 8–0       |
| 2  | Irlanda        | 1–1       |
| 3  | Camarões       | 2–0       |
| OF | Paraguai       | 1–0       |
| QF | Estados Unidos | 1–0       |
| SF | Coreia do Sul  | 1–0       |

A Alemanha foi sorteada no Grupo E, junto com Camarões, Irlanda e Arábia Saudita. Em sua partida de abertura, contra a Arábia Saudita no Sapporo Dome, na cidade japonesa de Sapporo, venceu por 8–0, sua maior vitória em uma Copa do Mundo até os dias de hoje. O atacante Miroslav Klose fez um hat-trick e foi um dos seis jogadores no time alemão a marcar um gol. No jogo seguinte, contra a Irlanda, no Estádio Kashima, em Ibaraki, Klose abriu o placar que deu uma vantagem que os alemães seguraram durante grande parte da partida; entretanto, a Irlanda empatou com Robbie Keane nos acréscimos do segundo tempo. Este foi o único gol que a Alemanha levaria antes da final. Precisando de uma vitória para terminar como líder do grupo, a Alemanha entrou no seu último jogo, contra Camarões, no Estádio Shizuoka "Ecopa", em Fukuroi, um ponto à frente da Irlanda; apesar disso, venceu a seleção africana por 2–0, com gols de Marco Bode e Klose – o seu quinto no torneio – embora tenham sofrido um revés quando o zagueiro Carsten Ramelow foi expulso. A Alemanha terminou no topo do Grupo E, com sete pontos (duas vitórias e um empate), e avançou para o mata-mata.
Nas oitavas de final, a Alemanha enfrentou o Paraguai, o segundo colocado do Grupo B, no Estádio da Copa do Mundo de Jeju, na cidade sul-coreana de Seogwipo. A primeira etapa terminou sem gols, e continuou assim até os 43 minutos do segundo tempo, quando o atacante Oliver Neuville fez o único gol de uma vitória por 1–0 para os alemães. No jogo das quartas de final, a Alemanha enfrentou os Estados Unidos, que deram mais chutes a gol, mas o time europeu venceu por 1–0 com um gol marcado pelo meio-campista Michael Ballack aos 38 minutos. Na semifinal, a Alemanha enfrentou a coanfitriã Coreia do Sul, no Estádio da Copa do Mundo de Seul. Assim como no jogo contra o Paraguai, não houve gols até a parte final do jogo, quando Ballack marcou após rebote do goleiro sul-coreano Lee Woon-jae. Quatro minutos antes de fazer o gol, Ballack havia recebido um cartão amarelo por ter cometido uma falta; como ele já havia levado um cartão amarelo nas fases anteriores, estava suspenso para a final pelo segundo cartão amarelo.

### Brasil
|    | Adversário | Resultado |
| -- | ---------- | --------- |
| 1  | Turquia    | 2–1       |
| 2  | China      | 4–0       |
| 3  | Costa Rica | 5–2       |
| OF | Bélgica    | 2–0       |
| QF | Inglaterra | 2–1       |
| SF | Turquia    | 1–0       |

O Brasil foi sorteado no Grupo C, com Turquia, China e Costa Rica. Seu primeiro jogo foi em 3 de junho, contra a Turquia, na cidade sul-coreana de Ulsan. Nos acréscimos do primeiro tempo, o atacante turco Hasan Şaş abriu o placar para a seleção otomana. Na segunda etapa, o atacante Ronaldo empatou aos cinco minutos. Quatro minutos antes do fim do tempo regulamentar, o árbitro concedeu um pênalti para o Brasil após o defensor turco Alpay Özalan cometer falta sobre o atacante brasileiro Luizão; além disso, Alpay recebeu um cartão vermelho. O meia-atacante Rivaldo converteu o pênalti e garantiu a vitória brasileira por 2–1. Durante o jogo, o defensor turco Hakan Ünsal chutou uma bola em direção a Rivaldo que acabou acertando sua coxa, mas o brasileiro caiu no chão com as mãos no rosto. O árbitro deu um cartão amarelo para Ünsal; como ele já havia sido advertido antes, recebeu um segundo cartão e acabou sendo expulso do jogo. No segundo jogo, contra a China, no Estádio da Copa do Mundo de Jeju, em Seogwipo, o Brasil venceu por 4–0, com Roberto Carlos, Rivaldo, Ronaldinho e Ronaldo fazendo os gols. No seu último jogo, contra a Costa Rica, em Suwon, o Brasil conquistou uma vitória por 5–2. Ronaldo marcou dois gols, com Edmílson, Rivaldo e Júnior marcando os restantes. O Brasil fechou o grupo em primeiro lugar, com nove pontos e onze gols marcados.
Nas oitavas de final, enfrentou a Bélgica, segunda colocada do Grupo H, no Estádio Kobe Wing, em Kobe, no Japão. A partida não teve gols até os 22 minutos do segundo tempo, quando Rivaldo abriu o placar para o Brasil. Ronaldo fez o segundo gol vinte minutos depois, fechando uma vitória por 2–0. O Brasil enfrentou a Inglaterra em Shizuoka nas quartas de final; a seleção europeia abriu o placar com Michael Owen aos 23 minutos.  O jogo foi empatado nos acréscimos do segundo tempo, quando Rivaldo marcou. Na segunda etapa, Ronaldinho fez 2–1 para o Brasil em cobrança de falta de longa distância. Entretanto, o próprio meia foi expulso pelo árbitro sete minutos depois após falta cometida no defensor inglês Danny Mills; isso significou que ele estaria suspenso e não poderia jogar na próxima fase. Embora tenham jogado o resto do jogo com dez jogadores, os brasileiros conseguiram segurar a vitória e avançaram para as semifinais. Nesta partida, o Brasil enfrentou a Turquia pela segunda vez no torneio, no Estádio de Saitama. O jogo não teve gols até os quatro minutos do segundo tempo, quando Ronaldo fez o único gol após chutar, com a ponta do pé direito, da entrada da área; a bola passou pelo goleiro turco Rüştü Reçber e o Brasil venceu por 1–0.

## Pré-jogo
Com exceção de 1978, Alemanha e Brasil participaram de todas as finais de Copa do Mundo desde 1950 até a de 2002. O Brasil era considerado favorito para vencer a partida pelas casas de apostas, com odds de 2–5 em comparação com 7–4 para a Alemanha. Antevendo a partida, a BBC Sport disse que "ambos os times tiveram passagens problemáticas para a final", mas observou a experiência das duas equipes neste nível, destacando o número recorde de títulos do Brasil, assim como a relevância da Alemanha como a equipe europeia de maior sucesso. A reportagem focou em Ronaldo, afirmando que ele estava "perto da redenção" por ter sido "uma sombra do seu normal depois de jogar apenas algumas horas após sofrer uma convulsão" na final da Copa do Mundo de 1998. O texto também observou que os alemães poderiam se consolar com as atuações do goleiro Oliver Kahn, que havia concedido apenas um gol até aquele ponto no torneio.

### Arbitragem

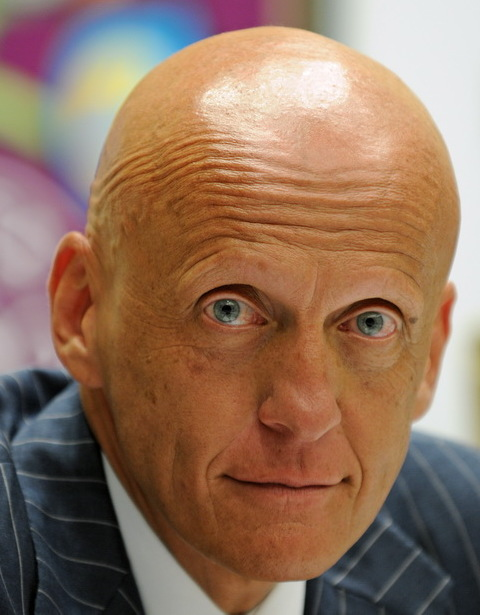
O italiano Pierluigi Collina apitou a final.

O italiano Pierluigi Collina, na época com 42 anos, foi selecionado como o árbitro principal da final. Ele foi descrito antes do jogo por Stephen Wade da Associated Press como sendo "considerado o melhor árbitro do futebol"; em 2020, Collina foi eleito o melhor árbitro da história. Descrevendo sua preparação para o jogo, Collina disse que estava "muito interessado com as táticas" dos dois times, ficando assim, "pronto para ler o jogo". Ele comentou que a sua seleção para a final foi "inacreditável", afirmando que "tentava manter os pés no chão, mas é muito difícil". Os árbitros assistentes para a partida foram o sueco Leif Lindberg e o inglês Philip Sharp, enquanto o escocês Hugh Dallas foi o quarto árbitro.

### Escalações
Com a exceção do suspenso Ballack, que foi substituído por Jens Jeremies, o restante do time que começou o jogo da semifinal contra a Coreia do Sul estava disponível para a final. Entretanto, o treinador da Alemanha por pouco não teve mais um jogador suspenso por cartões amarelos na final da Copa: devido a um erro do árbitro que apitou a partida dos alemães contra os Estados Unidos, o atacante Oliver Neuville havia recebido um cartão amarelo. Entretanto, a delegação alemã entrou com uma representação junto à FIFA e, com imagens de vídeo, conseguiu provar que a falta que havia sido cometida, na verdade, por Jeremies.
Do lado brasileiro, Ronaldinho voltou ao time após ter cumprido suspensão na semifinal. Ele substituiu Edílson, quem a BBC Sport descreveu como sendo uma "substituição fraca" de Ronaldinho e que realizou uma performance "quase anônima o tempo todo". Fora isso, a seleção brasileira não havia sofrido alterações em relação à que venceu a Turquia. Ronaldo manteve o diferente corte de cabelo (chamado, na época de  "Corte Cascão" em homenagem ao personagem da Turma da Mônica) que utilizou na semifinal; anos depois, ele afirmou, em entrevista ao jornal inglês The Sun, que foi uma estratégia para mudar o foco das suas condições físicas, afirmando: “Minha virilha estava doendo. Eu estava apenas 60%. Então raspei a cabeça. Todo mundo falava apenas do meu problema físico. Quando eu cheguei para treinar com aquele corte de cabelo, todos pararam de falar da lesão.”

## Partida

### Primeiro tempo
O Brasil deu a saída de bola às 20:00 do horário local, em frente a um público de pouco mais de 69 mil pessoas, e uma audiência televisiva estimada na casa dos 1,1 bilhão. O clima no Aeroporto Internacional de Tóquio, a 17 km (10,6 mi) do estádio foi registrado como nublado na hora do início do jogo, com uma temperatura de 21 °C (70 °F) e 88% de umidade relativa do ar. Logo aos seis minutos, o zagueiro brasileiro Roque Júnior levou o primeiro cartão amarelo da partida ao cometer falta em Neuville. Três minutos depois, Klose também foi advertido após dar uma cotovelada em Edmílson. Scott Murray, do jornal inglês The Guardian, descreveu a Alemanha como "bem em cima" nos primeiros quinze minutos, e ela teve uma oportunidade de marcar quando Bernd Schneider passou por Gilberto Silva antes de cruzar a bola na área em direção a Klose, onde a bola foi afastada por Edmílson. Entretanto, foi o Brasil que teve, segundo Murray, a "primeira chance real de gol da partida" aos dezoito minutos. Ronaldinho deu passe para Ronaldo, que ficou no mano-a-mano com Kahn; o atacante chutou com seu pé esquerdo, mas a bola foi para fora. Aos trinta minutos, Ronaldinho deu novo passe para Ronaldo, que novamente ficou cara-a-cara com Kahn, mas o atacante, pressionado pelo zagueiro alemão Thomas Linke, não conseguiu chutar com muita força, e Kahn defendeu. Pouco antes do intervalo, o meia alemão Torsten Frings tentou, do lado direito, um cruzamento na área brasileira em direção a Klose, mas a bola passou por todos os jogadores; Neuville a recuperou e passou a bola para Jeremies, que, de fora da área, tentou um chute forte, mas a bola subiu e foi para fora. Kléberson então teve duas chances para abrir o placar: chutando para fora aos 42 minutos, e acertando o travessão em um chute de fora da área dois minutos depois. Ronaldo perdeu então a sua terceira chance de gol, nos acréscimos: Roberto Carlos chutou a bola em direção à área alemã; Ronaldo tentou dominar, mas ela escapou, rebateu no zagueiro Christoph Metzelder e voltou pro atacante, que chutou, da marca do pênalti, de perna esquerda; Kahn defendeu com seu joelho direito.

### Segundo tempo

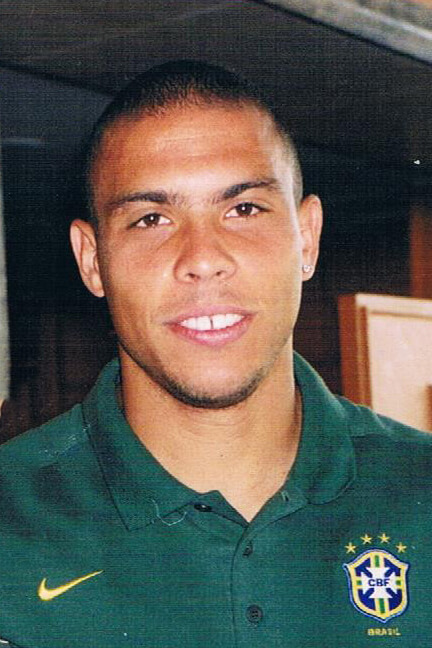
Ronaldo marcou dois gols no segundo tempo.

As duas equipes voltaram sem alterações para o segundo tempo. Logo a um minuto de jogo, Jeremies teve a chance de dar a vantagem à Alemanha quando Neuville cobrou escanteio em sua direção, mas seu arremate de cabeça foi bloqueado por Edmílson. Os alemães tiveram outra oportunidade aos cinco minutos, quando Neuville cobrou falta de longe, mas o goleiro brasileiro Marcos espalmou a bola, que ainda bateu na trave esquerda, com sua mão esquerda. Três minutos depois, Roberto Carlos cruzou na área, onde Gilberto Silva cabeceou, mas Kahn fez a defesa. Aos dez minutos, a Alemanha teve uma chance com Frings, que arriscou um chute de fora da área, mas que passou por cima do travessão. Dois minutos depois, um arremate de Dietmar Hamann também passou por cima do gol. Aos quinze minutos, Cafu recebeu passe de Ronaldinho pela direita e tentou um cruzamento buscando Ronaldo ou Rivaldo, mas a bola foi com muita força e atravessou a área alemã rumo à linha de fundo.
Aos 22 minutos, o Brasil fez o primeiro gol da partida. Ronaldo roubou a bola de Hamann perto da área alemã e passou para Rivaldo; o meia-atacante brasileiro arriscou um chute a gol de perna esquerda. Kahn tentou agarrar a bola, mas não a encaixou corretamente e ela escapou de suas mãos; Ronaldo, que vinha em velocidade, tocou de pé direito para o gol e abriu o placar. Doze minutos depois, os brasileiros ampliaram a vantagem: Kléberson deu um passe da direita em direção a Rivaldo, que estava na meia-lua; ele deixou a bola passar entre suas pernas para ela chegar a Ronaldo, que, dentro da área alemã, dominou e chutou de perna direita no canto esquerdo de Kahn, fazendo seu segundo gol na partida. A Alemanha teve uma chance para diminuir a vantagem aos 38 minutos, quando o atacante Oliver Bierhoff, que havia entrado no lugar de Klose, acertou um chute de dentro da área brasileira, mas Marcos conseguiu espalmar para escanteio. Nos acréscimos do segundo tempo, Christian Ziege aproveitou uma bola que sobrou após disputa entre Roque Júnior e Bierhoff e chutou de perna direita, mas Marcos pegou sem dar rebote; esse foi o último lance de perigo antes do árbitro encerrar o jogo após três minutos de acréscimo.

### Detalhes
| 30 de Junho de 2002 | Alemanha | 0 – 2                                            | Brasil           | International Stadium, Yokohama                |
| 20:00 (UTC+9)       |          | Relatório (ge) Relatório (ESPN) Relatório (FIFA) | 67', 79' Ronaldo | Público: 69 029 Árbitro: ITA Pierluigi Collina |

| 0 | Alemanha | Brasil | 0 |

| G            | 1  | Oliver Kahn         |    |     |
| Z            | 2  | Thomas Linke        |    |     |
| Z            | 5  | Carsten Ramelow     |    |     |
| Z            | 21 | Christoph Metzelder |    |     |
| MD           | 22 | Torsten Frings      |    |     |
| M            | 8  | Dietmar Hamann      |    |     |
| M            | 16 | Jens Jeremies       |    | 77' |
| M            | 19 | Bernd Schneider     |    |     |
| ME           | 17 | Marco Bode          |    | 84' |
| A            | 11 | Miroslav Klose      | 9' | 74' |
| A            | 7  | Oliver Neuville     |    |     |
| Substitutos: |    |                     |    |     |
| G            | 12 | Jens Lehmann        |    |     |
| G            | 23 | Hans-Jörg Butt      |    |     |
| Z            | 3  | Marko Rehmer        |    |     |
| M            | 4  | Frank Baumann       |    |     |
| M            | 10 | Lars Ricken         |    |     |
| M            | 15 | Sebastian Kehl      |    |     |
| M            | 18 | Jörg Böhme          |    |     |
| ME           | 6  | Christian Ziege     |    | 84' |
| A            | 9  | Carsten Jancker     |    |     |
| A            | 14 | Gerald Asamoah      |    | 77' |
| A            | 20 | Oliver Bierhoff     |    | 74' |
| Treinador:   |    |                     |    |     |
| Rudi Völler  |    |                     |    |     |

| G                   | 1  | Marcos           |    |     |
| Z                   | 3  | Lúcio            |    |     |
| Z                   | 5  | Edmílson         |    |     |
| Z                   | 4  | Roque Júnior     | 6' |     |
| MD                  | 2  | Cafu             |    |     |
| M                   | 8  | Gilberto Silva   |    |     |
| M                   | 15 | Kléberson        |    |     |
| M                   | 11 | Ronaldinho       |    | 85' |
| ME                  | 6  | Roberto Carlos   |    |     |
| A                   | 10 | Rivaldo          |    |     |
| A                   | 9  | Ronaldo          |    | 90' |
| Substitutos:        |    |                  |    |     |
| G                   | 12 | Dida             |    |     |
| G                   | 22 | Rogério Ceni     |    |     |
| Z                   | 14 | Anderson Polga   |    |     |
| LD                  | 13 | Juliano Belletti |    |     |
| LE                  | 16 | Júnior           |    |     |
| M                   | 7  | Ricardinho       |    |     |
| M                   | 18 | Vampeta          |    |     |
| M                   | 19 | Juninho Paulista |    | 85' |
| M                   | 23 | Kaká             |    |     |
| A                   | 17 | Denílson         |    | 90' |
| A                   | 20 | Edílson          |    |     |
| A                   | 21 | Luizão           |    |     |
| Treinador:          |    |                  |    |     |
| Luiz Felipe Scolari |    |                  |    |     |

| Homem do jogo: Ronaldo Árbitros assistentes: Leif Lundberg Philip Sharp Quarto árbitro: Hugh Dallas | Regulamento - 90 minutos - 30 minutos de prorrogação, caso haja empate no tempo normal - Persistindo o empate, o vencedor será decidido nas penalidades máximas - Máximo de três substituições |

### Estatísticas
Referência:
| Estatística                           | Alemanha | Brasil |
| ------------------------------------- | -------- | ------ |
| Gols marcados                         | 0        | 2      |
| Chutes                                | 12       | 9      |
| Chute a gol                           | 4        | 7      |
| Posse de bola                         | 56%      | 44%    |
| Escanteios                            | 13       | 3      |
| Faltas cometidas                      | 21       | 19     |
| Impedimentos                          | 1        | 0      |
| Cartões amarelos                      | 1        | 1      |
| Cartões amarelos seguidos de vermelho | 0        | 0      |
| Cartões vermelhos                     | 0        | 0      |

## Pós-jogo e reações

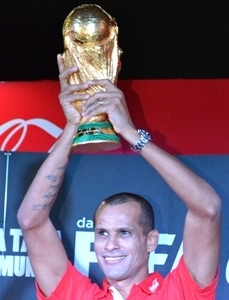
Rivaldo, em 2014, com a taça da Copa do Mundo da FIFA

A vitória marcou a quinta conquista de Copa do Mundo do Brasil, que desde 2002 continua sendo o recorde, à frente da própria Alemanha e da Itália, que têm quatro títulos cada. A Seleção Brasileira tornou-se também a primeira e única desde 2002 a conquistar a Copa do Mundo em três continentes diferentes, considerando a América como um todo: Europeu (1958), Americano (1962, 1970 e 1994) e Asiático (2002). Apesar de estar presente, o imperador japonês Akihito não participou da cerimônia de entrega de troféu, pois isso não fazia parte dos costumes japoneses. O então presidente da FIFA, Joseph Blatter e o ex-jogador e três vezes vencedor da Copa do Mundo pelo Brasil, Pelé, entregaram o troféu ao capitão brasileiro Cafu em campo. O lateral-direito, inclusive, é o único jogador desde 2002 a participar de três finais consecutivas de Copas do Mundo (1994, 1998 e 2002). Ronaldo foi nomeado como craque da partida, enquanto Kahn recebeu a Bola de Ouro como melhor jogador do torneio – desde 2002, ele é o único goleiro a receber esse prêmio. Kahn também recebeu o prêmio Lev Yashin (conhecido desde 2010 como Luva de Ouro) como o melhor goleiro da competição. Após o torneio, a FIFA fez uma revisão em vídeo do incidente no primeiro jogo entre Brasil e Turquia envolvendo Hakan Ünsal e Rivaldo e decidiu multar o brasileiro em 11 670 francos suíços por enganar o árbitro.
O técnico Luiz Felipe Scolari expressou sua alegria com o resultado após o jogo, bem como notou a felicidade do povo brasileiro, dizendo que eles tiveram "a alegria de saber que nós fizemos nosso papel, mas foi cheio de muito trabalho árduo. O Brasil novamente campeão mundial – não é algo que podemos esquecer." Ronaldo afirmou: "Os gols coroaram o meu trabalho e o trabalho da equipe inteira. Eu trabalhei durante dois anos tentando me recuperar daquela lesão e hoje Deus reservou isso para mim e para a seleção brasileira. Estou muito feliz." Com os dois gols marcados na final, o atacante igualou-se a Pelé como o maior artilheiro brasileiro em copas. Falando sobre sua falha no primeiro gol brasileiro, Kahn disse: "Foi meu único erro na Copa. Foi dez vezes pior do que qualquer erro que já cometi. Não há como eu me sentir melhor ou fazer o meu erro desaparecer." O técnico Rudi Völler inocentou o goleiro, afirmando: "[Kahn] jogou uma Copa do Mundo dos sonhos. Ele fez defesas sensacionais, que ninguém poderia esperar." A respeito da derrota alemã, ele disse "Quando você perde um jogo, a decepção é grande, é claro. Mas não é nenhuma vergonha perder para um time como o Brasil."

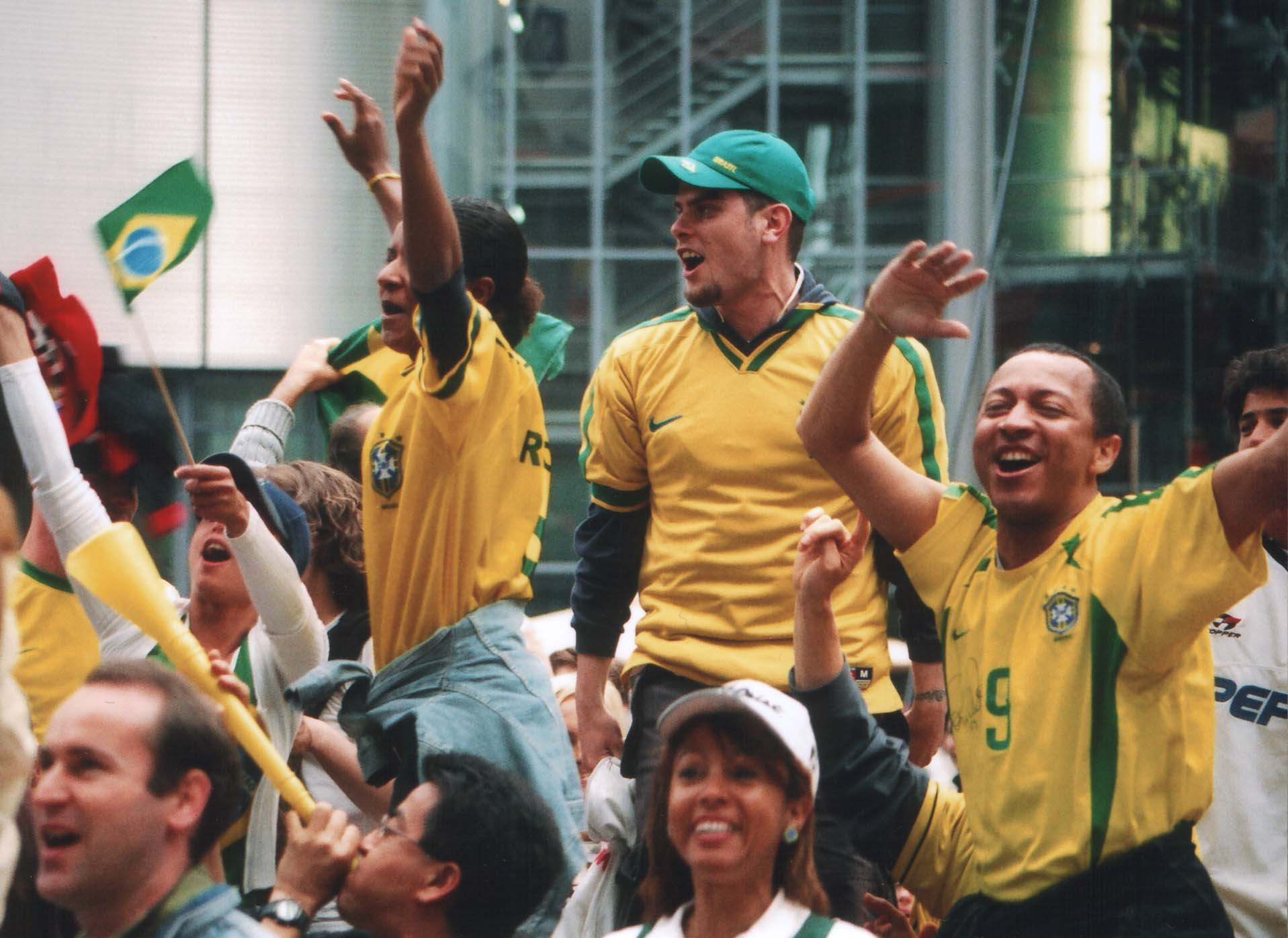
Torcedores brasileiros comemoraram o pentacampeonato em todo o país.

Em respeito às reações dos torcedores, no Brasil festas espontâneas em todo o país surgiram em comemoração ao pentacampeonato mundial. As ruas brasileiras tornaram-se palcos de alegria intensa, com buzinas, fogos de artifício, tambores e sambas dos brasileiros comemorando o título. O então presidente do Brasil na época, Fernando Henrique Cardoso, comentou que a equipe "restaurou o futebol brasileiro ao seu lugar de direito". Os jogadores e comissão técnica chegaram em Brasília em 3 de julho, onde percorreram a cidade num trio elétrico. Depois, foram recebidos no Palácio do Planalto pelo presidente, que condecorou os jogadores com a Ordem do Mérito Esportivo. Do lado alemão, o que se viu pelo país foi um clima de frustração generalizada, mas, ao mesmo tempo, respeito pela campanha da seleção e um posicionamento de dignidade.
Na Copa do Mundo seguinte, em 2006, a Alemanha – sede do torneio – chegou à semifinal, onde foram eliminados pela eventual campeã Itália. O Brasil não conseguiu defender seu título, sendo eliminado nas quartas de final para a França. O próximo confronto entre as duas seleções por uma Copa do Mundo foi nas semifinais da edição de 2014, que foi sediada no Brasil. Em um jogo que foi descrito por Simon Burnton, do The Guardian, como sendo "de uma selvageria não-testemunhada contra um adversário significativo na história do torneio", a Alemanha venceu por 7–1. Ela eventualmente venceu a Copa do Mundo de 2014, seu único título do torneio desde a final de 2002, enquanto para o Brasil, a edição de 2002 continua sendo sua conquista mundial mais recente.
Mais de duzentas nações e territórios transmitiram a final por rádio e pela televisão. No total, 232 canais de televisão transmitiram a partida, que foi um novo recorde para uma final de Copa do Mundo (que foi quebrado na final da edição seguinte). A final teve a maior audiência televisiva de todo o torneio, atraindo mais de 63 milhões de espectadores em países medidos pela Nielsen Holdings. A partida da Alemanha contra a Coreia do Sul ficou em segundo lugar, com grande parte do país anfitrião assistindo ao jogo. Foi a partida que não foi uma final mais assistida na história da Copa do Mundo.